# Talkin’ About Life and Death
Talkin’ About Life and Death – album Miłości i Lestera Bowiego wydany nakładem wytwórni Biodro Records w 2000 roku. Zawiera dziesięć kompozycji, nagranych podczas sesji nagraniowej w lipcu 1997 roku w gdańskim studiu Polskiego Radia. Kompozycje są autorstwa Tymona Tymańskiego, Lestera Bowiego ("What If"), Lou Reeda ("Venus in Furs"), Charlesa Ivesa ("Maple Leaves")  i Johna Coltrane'a ("Impressions").

Pierwotnie płyta miała nosić tytuł Kamikaze Comedians i zawierać także utwory z repertuaru Sex Pistols i Boney M., ale krótki czas sesji nagraniowej na to nie pozwolił. Zapowiadana na 2008 rok reedycja płyty przez Biodro Records ma zawierać godzinny film dokumentujący sesję nagraniową.

## Lista utworów
1. "Venus in Furs" – 5:27
2. "A Tribute to Drukpa-Kunley" – 5:47
3. "Maple Leaves" – 0:44
4. "Duet" – 2:22
5. "What If" – 7:24
6. "Fukan Zazen-Gi" – 8:13
7. "Facing the Wall" – 6:13
8. "Let's Get Serious" – 7:10
9. "The Bardo of Life" – 6:44
10. "Impressions" – 7:39

## Twórcy
- Lester Bowie – trąbka
- Maciej Sikała – saksofon sopranowy, tenorowy, tenor w stroju C
- Mikołaj Trzaska – saksofon altowy, sopranowy
- Leszek Możdżer – fortepian
- Ryszard Tymon Tymański – kontrabas, głos, lider
- Jacek Olter – perkusja